# Piper peltatum
Piper peltatum es un arbusto perteneciente a la familia de las piperáceas.

## Taxonomía
Piper peltatum fue descrita por Carlos Linneo y publicado en Species Plantarum 1: 30. 1753.
Sinonimia
- Heckeria peltata (L.) Kunth
- Heckeria scutata Kunth
- Heckeria speciosa (Kunth) Kunth
- Lepianthes peltata (L.) Raf. ex R.A.Howard
- Peperomia peltata (L.) A.Dietr.
- Peperomia pruinosa (Kunth) Bonpl.
- Peperomia scutata A. Dietr.
- Peperomia speciosa (Kunth) Kunth
- Piper ottonis (Miq.) C. DC.
- Piper pruinosum Kunth
- Piper scutiphyllum Ham.
- Piper speciosum Kunth
- Pothomorphe almirantensis Trel.
- Pothomorphe baileyorum Trel.
- Pothomorphe baileyorum var. paucispica Trel.
- Pothomorphe iquitosensis Trel.
- Pothomorphe ottonis Miq.
- Pothomorphe peltata (L.) Miq.
- Pothomorphe peltata var. hypoleuca Trel.
- Pothomorphe scutata (A. Dietr.) Miq.
- Pothomorphe speciosa (Kunth) Miq.
- Pothomorphe tecumensis Trel.
- Pothomorphe tecumensis var. grandis Trel.[1]

## Nombres comunes
- en Perú: hierba de santa María[2]
- en Venezuela: cordoncillo[2]